# Tha Doggfather
Tha Doggfather is het tweede studioalbum van de Amerikaanse rapper Snoop Dogg, uitgebracht door Death Row/Interscope Records op 12 november 1996. Voorafgaand de succesvolle release van zijn debuutalbum Doggystyle, werd Snoop beschuldigd van moord. Snoop heeft een groot deel van 1995 besteed aan de voorbereiding van de zaak, die in proces ging eind dat jaar. In februari 1996 werd hij vrijgesproken van alle aanklachten en begon te werken aan zijn tweede album, zonder Dr. Dre als producer. Dit werd Snoops laatste album op Death Row Records, en als Snoop Doggy Dogg.
Hoewel het album debuteerde op nummer een in de week van 12 november 1996 met meer dan 478.971 verkochte exemplaren, kon het niet tippen aan het commerciële succes van Doggystyle.

## Tracklist
| #  | Titel                        | Gast(en)                                            | Producer(s)                     | Duur |
| -- | ---------------------------- | --------------------------------------------------- | ------------------------------- | ---- |
| 1  | Intro                        |                                                     |                                 | 0:46 |
| 2  | Doggfather                   | Charlie Wilson                                      | Dat Nigga Daz                   | 3:57 |
| 3  | Ride 4 Me (Interlude)        |                                                     |                                 | 1:01 |
| 4  | Up Jump tha Boogie           | Kurupt Tha King Pin                                 | DJ Pooh                         | 4:43 |
| 5  | Freestyle Conversation       |                                                     | Soopafly                        | 4:17 |
| 6  | When I Grow Up (Interlude)   |                                                     |                                 | 0:37 |
| 7  | Snoop Bounce                 | Charlie Wilson                                      | DJ Pooh                         | 4:03 |
| 8  | Gold Rush                    | Kurupt Tha King Pin en LBC Crew                     | Arkim & Flair                   | 4:52 |
| 9  | (Tear 'Em Off) Me & My Doggz |                                                     | L.T. Hutton                     | 3:31 |
| 10 | You Thought                  | Too Short, Soopafly                                 | Soopafly                        | 4:44 |
| 11 | Vapors                       |                                                     | DJ Pooh                         | 4:21 |
| 12 | Groupie                      | Tha Dogg Pound, Nate Dogg, Warren G, Charlie Wilson | Dat Nigga Daz                   | 5:06 |
| 13 | 2001                         | Nate Dogg                                           | DJ Pooh                         | 3:32 |
| 14 | Sixx Minutes                 |                                                     | Arkim & Flair                   | 4:40 |
| 15 | (O.J.) Wake Up               | Tray Deee                                           | Snoop Doggy Dogg en L.T. Hutton | 4:43 |
| 16 | Snoop's Upside Ya Head       | Charlie Wilson                                      | DJ Pooh                         | 4:30 |
| 17 | Blueberry                    | Tha Dogg Pound en LBC Crew                          | Sam Sneed                       | 4:15 |
| 18 | Traffic Jam (Interlude)      |                                                     |                                 | 0:34 |
| 19 | Doggyland                    |                                                     | DJ Pooh                         | 4:39 |
| 20 | Downtown Assassins           | Dat Nigga Daz, Tray Deee                            | Dat Nigga Daz                   | 4:22 |
| 21 | Outro                        | 2Pac                                                | Dat Nigga Daz                   | 0:42 |